# Carnoux-en-Provence
 Carnoux-en-Provence  es una comuna y población de Francia, en la región de Provenza-Alpes-Costa Azul, departamento de Bocas del Ródano, en el distrito de Marsella y cantón de Aubagne Este.
Su población en el censo de 1999 era de 7.042 habitantes.
Está integrada en la Communauté urbaine Marseille Provence Métropole .